# NGC 1980
NGC 1980 في الفهرس العام الجديد، هو عنقود نجمي، يقع في كوكبة الجبار. اكتشف في 31 يناير 1786 . بواسطة ويليام هيرشل .

## روابط خارجية
- NGC 1980 على موقع ويكي سكاي: DSS2, SDSS, GALEX, IRAS, Hydrogen α, X-Ray, Astrophoto, Sky Map, Articles and images